# Claude Grinberg
Pour les articles homonymes, voir Grinberg.
Claude Grinberg est un réalisateur français de télévision, né le 12 janvier 1941 à Paris et mort dans cette même ville le 1er avril 2015.

## Filmographie

### Télévision
- 1973 : L'étang de la Breure série télévisée
- 1974 : Des lauriers pour lila série télévisée
- 1975 :  Les Compagnons d'Eleusis série télévisée
- 1977 : Rendez-vous en noir série télévisée
- 1980 : Légitime défense série télévisée
- 1981 : Commissaire Moulin série télévisée :
  - La bavure (1981)
  - Affectation spéciale (1977)
- 1989 : Le Triplé gagnant série télévisée :
  -  Le dernier rendez-vous du président
- 1989 : Les Millionnaires du jeudi série télévisée
- 1991 : Le Lyonnais série télévisée :
  -  Morphée aux enfers
- 1992 : Nestor Burma série télévisée :
  - Boulevard... ossements (1993)
  - Casse-pipe à la Nation (1992)
  -  Les cadavres de la plaine Monceau (1991)
- 1994 : Le juge est une femme série télévisée :
  - Dérive mortelle (1995)
  - Danse avec la mort (1994)
- 2001 : Docteur Sylvestre série télévisée :
  - Le prix de l'excellence
- 2002 : L'Aube insolite téléfilm
- 2003 : La Maîtresse du corroyeur téléfilm

### Cinéma
- 1969 : Heureux qui comme Ulysse de Henri Colpi - assistant réalisateur
- 1969 : Erotissimo de Gérard Pirès - assistant réalisateur
- 1975 : L'Agression de Gérard Pirès - assistant réalisateur
- 1984 : Zacharius film (plus scénario) d'après Jules Verne